# 引用
引用是修辭手法的一種，援用名人的話，或名人的事、物、詩文、典故、寓言、成語、俗語、格言、諺語等，來支持作者的立場，以達到證明和加強自己所說的理論，讓文章的內容更為充實。引用是一種訴諸權威或大眾的修辭法。利用一般人對於權威的崇拜及大眾意見的尊重，以藉此加強言論的真實性、說理性、表現力及說服力，藉此收到言簡意賅的表達效果。除此之外，引用修辭還有節省文辭的功能，因為引用前人千錘百鍊的文字，或大家比較熟悉的名言，勝過自己用十倍篇幅所能表達言論的效果。引用修辭依內容來源的出處分類，可以分為明引和暗引兩種。

## 明引
明白告知讀者所引的話出自何處，稱為「明引」。例如：
- 「愛迪生說：『成功是靠一分天才，九十九分的努力。但是有時候那一分天才，比九十九分努力還要重要。』表示出天才般的天賦有多重要。」
- 「治生之道，莫尚乎勤，故邵子云：『一日之計在於晨，一年之計在於春，一生之計在於勤。』言雖近而旨則遠矣。」（李文炤《勤訓》）
- 「宋代歐陽修則云：『最佳讀書時間，乃為三上：即枕上、馬上、廁上。』」（劉真《論讀書》）
- 「曾文正公說：『作人從早起起。』因為這是每人每日所做的第一件。」（梁實秋《早起》）
- 「耶穌說：『凡去尋找自己生命的人必將失去它』這是生命中的一個吊詭。」（王溢嘉《生命因付出而充實》）
- 「古人說：『人在畫圖中』，實在不錯。」（吳敬梓《儒林外史．王冕的少年時代》）